# Instituto de España
El Instituto de España (IdeE) es una corporación de derecho público autónoma  que integra a 10 reales academias de ámbito nacional en Madrid y Barcelona.

## Objeto
De acuerdo con los estatutos de 1947, «el Instituto de España se constituyó como corporación nacional a título de máximo exponente de la cultura española en el orden académico ("Senado de la cultura española"), cuyo objeto era mantener y estrechar la fraternidad espiritual de las ocho reales academias nacionales existentes en ese momento: la Española, la de Historia, la de Bellas Artes de San Fernando, la de Ciencias Exactas, Físicas y Naturales, la de Ciencias Morales y Políticas, la Nacional de Medicina, la de Jurisprudencia y Legislación, la Nacional de Farmacia. auxiliándose y completándose entre sí para la mayor eficacia de sus tareas y actividades, formando la "superior" representación académica nacional en España y en el extranjero.A estas academias se añadieron posteriormente, formando también parte del Instituto: la Real Academia de Ingeniería de España y la Real Academia de Ciencias Económicas y Financieras.

## Historia
El Instituto de España se creó por el impulso de Eugenio D'Ors, como inspirador, que a imagen del modelo del Instituto de Francia, pensaba que por encima de las academias de ámbito nacional debiera haber una entidad que las agrupase, sin merma de la personalidad jurídica de cada una de ellas, y de Pedro Sáinz Rodríguez, como político en activo, que al poco tiempo de su fundación es nombrado ministro de Educación Nacional.
Reglamentariamente fueron los sucesivos decretos de 8 de diciembre de 1937 y de 1 de enero de 1938. En ellos se promovía la constitución de una institución que asociara a seis academias de ámbito nacional, y de las que en algunos casos dependían otras academias territoriales de distrito, recuperando también para ellas el nombramiento de «Reales» que tenían hasta el comienzo de la Segunda República Española. Se constituyó en la reunión fundacional celebrada el 27 de diciembre de 1937 en Burgos y la primera reunión solemne de las entonces seis Reales Academias que lo integraban y de sus miembros de número se realizó el 6 de enero de 1938, en el paraninfo de la Universidad de Salamanca, teniendo por objeto el acto del juramento de sus miembros individuales pertenecientes a cada una de ellas, para lo cual se redactó e implementó un ceremonial de juramento. En 1939, una vez finalizada la Guerra Civil, se sucedieron diversas órdenes ministeriales con plazos para que los miembros de las Reales Academias que no lo hubieran prestado con anterioridad, formalizaran dicho juramento ante el IdeE.
Entre sus primeros cometidos del IdeE estuvieron el del establecimiento de textos únicos de enseñanza primaria, encomendándose a sí mismo sus redacciones y ediciones respectivas, y el de la facultad de orientar y dirigir la alta cultura y la investigación superior en España, al asumir e incorporar por decreto el legado de la disuelta Junta para la Ampliación de Estudios y Fundación Nacional de Investigaciones Científicas, facultad esta última que asimismo por decreto traspasó con la fundación del Consejo Superior de Investigaciones Científicas en 1940, quedando a partir de entonces con la función de enlace entre las Reales Academias, y de éstas con el Ministerio de Educación.
En abril de 1939 se aprueban los primeros estatutos y se le redefinen sus funciones.
El 18 de abril de 1947 se aprueba el decreto que contiene unos nuevos estatutos del IdeE, disposición que estará vigente durante más de seis décadas, hasta la vigente normativa legislativa que regula el IdeE, de 17 de septiembre de 2010. En 2009, se deroga el Real Decreto que obligaba a todas las Reales Academias agrupadas en el IdeE a tener su sede en Madrid.
En 2019 se creó la Academia Joven de España.

## Academias
En la actualidad conforman el Instituto de España diez Reales Academias de ámbito nacional, todas ellas con sede en Madrid a excepción de la Real Academia de Ciencias Económicas y Financieras que se encuentra en Barcelona. La incorporación al IdeE de otras academias, siempre de ámbito nacional, será por acuerdo del Gobierno, a propuesta del ministro de Educación, y previo informe del IdeE y de las academias que en ese momento lo integren, valorando la trayectoria y la calidad de la institución correspondiente así como la excelencia de sus miembros y actividades [Real Decreto 1160/2010, art. 1.3].
Las Reales Academias que actualmente integran el IdeE son las siguientes, según prelación de antigüedad (por fecha de incorporación al IdeE y de fundación académica):
| Real Academia                                          | Lema | Creación                 | Incorporación al IdeE    |
| ------------------------------------------------------ | --- | ------------------------ | ------------------------ |
| Real Academia Española                                 | «Limpia, fija y da esplendor»                                                                                       | 3 de agosto de 1713      | 2 de enero de 1938       |
| Real Academia de la Historia                           | Nox fugit historiæ lumen dum fulget iberis («La noche huye, mientras brilla para los íberos la luz de la historia») | 17 de junio de 1738      | 2 de enero de 1938       |
| Real Academia de Bellas Artes de San Fernando          | (ninguno) | 13 de julio de 1744      | 2 de enero de 1938       |
| Real Academia de Jurisprudencia y Legislación          | (ninguno) | 20 de febrero de 1763    | 26 de septiembre de 1946 |
| Real Academia de Ciencias Exactas, Físicas y Naturales | «Observación y cálculo»                                                                                             | 25 de febrero de 1847    | 2 de enero de 1938       |
| Real Academia de Ciencias Morales y Políticas          | Verum, justum, pulchrum («Verdadero, justo, hermoso»)                                                               | 30 de septiembre de 1857 | 2 de enero de 1938       |
| Real Academia Nacional de Medicina                     | Ars cum natura ad salutem conspirans («El arte colaborando con la naturaleza en pro de la salud»)                   | 28 de abril de 1861      | 2 de enero de 1938       |
| Real Academia Nacional de Farmacia                     | Medicamenta non mella («El medicamento no es nocivo»)                                                               | 6 de enero de 1932       | 26 de septiembre de 1946 |
| Real Academia de Ingeniería de España                  | Scientia ingenium homini («El conocimiento es connatural al hombre»)                                                | 29 de abril de 1994      | 14 de julio de 2015      |
| Real Academia de Ciencias Económicas y Financieras     | Utraque unum («Ambos son uno»)                                                                                      | 1 de octubre de 1940     | 24 de marzo de 2017      |

### Academias asociadas y adheridas
Mediante una reglamentación interna, el Instituto de España estableció, en junio de 1979, unas normas para servir de base indicativa en la fundación de nuevas academias e instituciones afines, regionales, provinciales y locales, y el 20 de octubre de 1979, otras para vincular a dichas academias e instituciones afines, regionales, provinciales y locales, al propio Instituto de España y coordinar las actividades de las mismas en beneficio de la actividad académica en general, creando las figuras de «Academia Asociada del Instituto de España», para «aquellas academias de notoria antigüedad, fecunda historia, actividad permanente e ininterrumpida en favor de la cultura y más cumplido desarrollo de su misión académica», y de «Academia Adherida del Instituto de España», para «aquellas academias o instituciones, también valiosas, pero de menor antigüedad, menor experiencia académica y actividad más restringida por razones de edad y alcance operativo». Por acuerdo posterior de 13 de junio de 1996 quedó anulada la categoría de «Academia Adherida del Instituto de España», pasando las que tenían dicha condición a la de «Academia Asociada del Instituto de España».
Las academias asociadas al IdeE con anterioridad a la reforma estatutaria de 2010 mantienen dicho carácter [Real Decreto 1160/2010, disposición adicional primera].
En 2012, en número, hay 55 academias asociadas al IdeE.
Los académicos de número de cualquier «Academia Asociada del Instituto de España» ostentan el tratamiento de académico asociado al IdeE.

## Sede
Desde 1939 el Instituto de España se ha ubicado en varias sedes sucesivamente, todas en Madrid. Tuvo un primer domicilio en el desaparecido Palacio de Revillagigedo, en la calle de Sacramento. Posteriormente se trasladó al Palacio del Marqués de Molins, en la calle Amor de Dios; y actualmente, se ubica en el caserón de San Bernardo 49, en estancias del edificio que alojó a la Universidad de Madrid.

## Emblema

Emblema del Instituto

El emblema inicial que adoptó el Instituto de España fue el víctor, como símbolo de origen universitario, siendo éste el emblema desde su creación de 1937 hasta 1978. Bajo la presidencia de Fernando Chueca Goitia, en 1978 se sustituyó por un emblema de nueva creación, el anagrama formado por las letras «I» y «E», de trazo aislado y unidas por la partícula «Ð», todas de gules, timbradas por una corona real, asimismo de gules, que ha simbolizado al IdeE hasta la actualidad.

## Presidencia
Históricamente la presidencia de la Mesa Directiva del IdeE recaía en cualquier miembro del IdeE (personas que ostentaran el nombramiento de académico numerario de cualquiera de las Reales Academias que lo integraban), pudiendo a su vez compatibilizarlo con la dirección o presidencia de cualquiera de las Reales Academias que lo conformaban durante dicho periodo del mandato. Los mandatos tenían una duración que varió reglamentariamente, inicialmente de cuatro años, renovables, y posteriormente, de ocho años.
A partir de la modificación estatutaria de 2010, la presidencia de la Junta Rectora del IdeE recae, de manera rotatoria y por el periodo de una anualidad, en el director o presidente cada una de las Reales Academias que lo integran [Real Decreto 1160/2010, art. 5].
La relación histórica de presidentes es:
| Titular                              | Real Academia de origen                                                                   | Periodo                                         |
| ------------------------------------ | ----------------------------------------------------------------------------------------- | ----------------------------------------------- |
| Manuel de Falla                      | Real Academia de Bellas Artes de San Fernando                                             | 1937 - 1942                                     |
| Leopoldo Eijo y Garay                | Real Academia Española Real Academia de Ciencias Morales y Políticas                      | 1942 - 1947 1947 - 1955 1955 - 1963 1963 - 1963 |
| Juan Contreras y López de Ayala      | Real Academia de Bellas Artes de San Fernando Real Academia de la Historia                | 1963 - 1972                                     |
| Luis Martínez de Irujo y Artázcoz    | Real Academia de Bellas Artes de San Fernando                                             | 1972 - 1972                                     |
| Manuel Lora-Tamayo                   | Real Academia de Ciencias Exactas, Físicas y Naturales Real Academia Nacional de Farmacia | 1972 - 1978                                     |
| Fernando Chueca Goitia               | Real Academia de Bellas Artes de San Fernando Real Academia de la Historia                | 1978 - 1986                                     |
| Miguel Artola Gallego                | Real Academia de la Historia                                                              | 1986 - 1994 1994 - 1995                         |
| Margarita Salas Falgueras            | Real Academia de Ciencias Exactas, Físicas y Naturales Real Academia Española             | 1995 - 2003                                     |
| Salustiano del Campo Urbano          | Real Academia de Ciencias Morales y Políticas                                             | 2003 - 2010                                     |
| Víctor García de la Concha           | Real Academia Española                                                                    | 2010 - 2010                                     |
| José Manuel Blecua Perdices          | Real Academia Española                                                                    | 2010 - 2011                                     |
| Gonzalo Anes y Álvarez de Castrillón | Real Academia de la Historia                                                              | 2011 - 2012                                     |
| Salustiano del Campo Urbano          | Real Academia de Ciencias Morales y Políticas                                             | 2012 - 2014                                     |
| José Manuel Sánchez Ron              | Real Academia Española                                                                    | 2014 - 2017.                                    |
| Jesús María Sanz Serna               | Real Academia de Ciencias Exactas, Físicas y Naturales                                    | 2017-2022                                       |
| Benigno Pendás                       | Real Academia de Ciencias Morales y Políticas                                             | 2022-2023                                       |
| Eduardo Díaz-Rubio                   | Real Academia Nacional de Medicina                                                        | 2023-2024                                       |
| Manuel Pizarro Moreno                | Real Academia de Jurisprudencia y Legislación                                             | 2024 -                                          |

## Actividades y reuniones solemnes
El IdeE organiza sus actividades a través de varias líneas fundamentales:
- Homenaje a la antigüedad académica, (de periodicidad anual al miembro del IdeE con mayor antigüedad).
- Ciclos de conferencias.
- Cursos en los programas de tercer ciclo universitario.
- Publicaciones (homenaje a la antigüedad académica, sesiones solemnes, ciclos de conferencias, además de obras de carácter monográfico y otras publicaciones especializadas).
- Concursos de investigación, de periodicidad variable.

Las sesiones solemnes, con carácter público, que celebra el IdeE son:
- La conmemorativa de su fundación (enero).
- La conmemorativa de la «Fiesta de Libro» (23 de abril, Día Internacional del Libro y del Derecho de Autor).
- La de apertura anual del curso académico (octubre).

## Relaciones internacionales
El IdeE se incorporó, desde su creación, a ALLEA (All European Academies), la Federación Europea de Academias de Ciencias y Humanidades, alianza de 59 academias de ciencias y humanidades de 40 países europeos fundada en 1994 y con sede en Berlín. En abril de 2008 dicha institución realizó en Madrid su asamblea general anual, bajo el auspicio del IdeE.
El IdeE también forma parte de las numerosas instituciones que explícitamente apoyan y promueven la iniciativa de la institución Israeli-Palestinian Science Organization (IPSO) es una organización apolítica y sin ánimo de lucro cuya misión es fomentar y mantener el diálogo y la cooperación científica y educativa entre científicos y estudiantes israelíes y palestinos.